# Sister Sledge
Sister Sledge é um grupo musical norte-americano formado em 1971, pelas irmãs: Debbie (nascida em 1954), Joni (1956–2017), Kim (1958) e Kathy (1959).
Uma de suas primeiras músicas foi "Love Don't You Go Through No Changes On Me" de 1974, considerada intermediária entre o soul e a música disco. Porém o grupo despontou como grande sucesso em 1979 graças aos produtores Bernard Edwards e Nile Rodgers que compuseram e produziram o LP We Are Family, cujas faixa-título e "He's the Greatest Dancer" chegaram ao primeiro lugar nas paradas "R&B". No ano seguinte, veio o LP Love Somebody Today, com as músicas "Got to Love Somebody" e "Pretty Baby".
Trocando Rodgers e Edwards pelo produtor Narada Michael Walden em 1981, elas lançaram o álbum All-American Girls, cuja faixa-título chegou ao 3o lugar como "R&B". As irmãs continuaram a gravar nos 80 e 90, conseguindo um primeiro lugar com a música "Frankie" em 1985.
Em 1989, Kathy deixou o grupo para seguir uma carreira solo. Debbie, Joni e Kim continuaram a atuar como um trio.
Joni Sledge morreu em Phoenix em março de 2017 aos 60 anos de idade.

## Álbuns lançados
- Circle of Love (1975) US R&B #56
- Together (1977)
- We Are Family (1979) US Pop #3, US R&B #1, UK #7
- Love Somebody Today (1980) US Pop #31, US R&B #7
- All American Girls (1981) US Pop #42, US R&B #13
- The Sisters (1982) US Pop #69, US R&B #17
- Bet Cha Say That to All the Girls (1983) US Pop #169, US R&B #35
- When the Boys Meet the Girls (1985) US R&B #52, UK #19
- Freak Out (with Chic) (1987) UK #72
- The Very Best of Sister Sledge (1993) UK #19
- African Eyes (1997)
- Style (2003)